# François Gangloff
François Gangloff (11 luglio 1898 – 16 marzo 1979) è stato un ginnasta francese.

## Palmarès
- Giochi olimpici

Parigi 1924: argento nel concorso a squadre e nel volteggio al cavallo in largo.